# Cuore (periodico)
Cuore. Settimanale di resistenza umana è stato un periodico satirico italiano.

## Storia

### 1989-1991: Cuore e L'Unità
Nasce il 16 gennaio 1989 come inserto satirico del quotidiano L'Unità, dopo la cessazione, avvenuta tre mesi prima, delle pubblicazioni di Tango, il precedente inserto satirico diretto da Sergio Staino. I tre fondatori furono Michele Serra (fino ad allora giornalista de L'Unità specializzato in sport, spettacolo e cultura), il quale lo dirigerà fino al giugno 1994, il caporedattore delle pagine culturali Andrea Aloi e il giornalista e scrittore Piergiorgio Paterlini. Al loro fianco, l'ex caporedattore de l'Unità Sergio Banali.
Fra i tanti collaboratori si ricordano Sergio Staino, Vauro, Vincino, Altan, Gipi, Riccardo Mannelli, Lia Celi, Ellekappa, Roberto Perini, Disegni e Caviglia, Gialappa's Band, Beppe Grillo, Stefano Benni, Domenico Starnone, Gino e Michele, Roberto Grassilli, Enzo Costa, Andrea Valcarenghi, Daria Bignardi, Fabio Fazio, Patrizio Roversi, Gianni Allegra, Frago Comics, Bertolotti e De Pirro,  Piermaria Romani,Renato Calligaro, Giuseppe Mazza, Marco Marilungo, Amleto De Silva, Roberto Marcanti, Giuliano Aluffi, Francesco Signor e Luca Bottura. Il progetto grafico del nuovo settimanale era curato da Mauro Luccarini e Fabio Bolognini.
Già da quel periodo si riscontrano copertine di stampo scandalistico; basti ricordare uno dei titoli in prima pagina di quegli anni: "Topolino tromba! Ecco le prove.", nel quale si tentava di montare un caso su un'innocua vignetta del famoso fumetto.
Il 21 gennaio 1991 esce in edicola l'ultimo numero gratuito (n. 104) allegato a l'Unità. Poco dopo, quasi contemporaneamente allo scioglimento del PCI, Cuore diventa un settimanale indipendente (4 febbraio 1991) e, a sorpresa, vende 140 000 copie a settimana.
Diventano importanti luoghi d'incontro della sinistra le feste della rivista: queste si sono tenute ogni estate, generalmente a luglio, presso Montecchio Emilia (provincia di Reggio Emilia), tranne nel 1993, dove furono svolte ad Imola (provincia di Bologna). Si arriverà fino all'undicesima edizione, conteggiando anche le prime tre (fra il 1986 e il 1988) come Feste di Tango.

### 1992-1994: Cuore nel periodo di Mani Pulite
Il periodico raggiunge il massimo fulgore nel 1992, in contemporanea con l'ascesa delle inchieste giudiziarie di "Mani pulite": si sdoppia, includendo un "inserto politicamente corretto" (Garrone) e tocca le 160 000 copie di vendita alla fine del 1992 con il primo avviso di garanzia spedito a Bettino Craxi, allora segretario del PSI.
Di questo periodo si ricordano copertine fulminanti ("Scatta l'ora legale, panico tra i socialisti", "Salvo Lima come John Lennon, ucciso da un fan impazzito", "Fanno i comunisti, e poi vanno a fare la settimana bianca", "Aiuta lo Stato: uccidi un pensionato") e una serie interminabile di querele, provenienti in gran parte dal mondo cattolico. Nel momento di maggiore successo, Michele Serra viene affiancato in redazione da esordienti che faranno carriera come Lia Celi, Alessandro Robecchi o Luca Bottura.

### 1994-1996: Calo di vendite e chiusura
Il 1º luglio 1994 Michele Serra passa la direzione a Claudio Sabelli Fioretti, allora direttore di Sette, il magazine del Corriere della Sera. Sabelli Fioretti imposta la propria linea editoriale a imitazione di quella del settimanale francese Le Canard enchaîné, ma il nuovo Cuore nato il 1º ottobre 1994 non pare riscuotere il consenso sperato, e così le vendite stazionano a 60 000 copie nel 1995, per declinare a 45 000 l'anno dopo. Né ha maggiore fortuna nel 1996 la direzione di Andrea Aloi, che accompagna il giornale fino alla chiusura, avvenuta il 2 novembre 1996 con la pubblicazione del numero 297.

### Tentativi di ripartenza e nuove riviste
Uno speciale 298° numero uscirà il 18 gennaio 1997 con le prime pagine di tutti i 297 numeri pubblicati e con un'introduzione di Michele Serra.
Nel 1999 riprende come periodico quindicinale diretto da Paolo Aleandri con nuovi autori e con la proprietà del management del gruppo musicale Elio e le Storie Tese. Anche stavolta, tuttavia, le vendite si rivelano deludenti. Saranno solo 25 numeri nel 1999 e 2 nel 2000 come Cuore cult. Michele Serra, il giorno della chiusura, commenta: "I giornali satirici sono come lo yogurt. Hanno la scadenza sull'etichetta già quando nascono". Sempre nel 1999 oltre alla pubblicazione cartacea venne creato un sito con le stesse tematiche, che come la rivista ebbe vita breve. Successivamente lo stesso insuccesso riguarderà il periodico mensile Cuore presenta Il cacchio uscito nel dicembre 2001 e pubblicato per pochi numeri.
Dalle ceneri di Cuore nascerà nel 1997 Clarence, portale satirico fondato da Roberto Grassilli (grafico e disegnatore di Cuore, nonché musicista nel gruppo Lino e i Mistoterital) e Gianluca Neri, che di Cuore realizzò la versione Internet ed attualmente, tra l'altro, gestisce il sito Macchianera. Clarence, che nel periodo di massimo splendore arrivò ad avere una versione gay (Terence), è ora di proprietà di Dada.net.
Il 16 aprile 2007 è uscito allegato a l'Unità un nuovo giornale satirico che ingloba contributi di alcuni degli autori che hanno segnato il successo di Cuore: Emme. La pubblicazione cesserà nel 2009.

## Direttori
- Michele Serra (16 gennaio 1989 - 2 luglio 1994)
- Claudio Sabelli Fioretti (9 luglio 1994 - 27 gennaio 1996)
- Andrea Aloi (3 febbraio 1996 - 18 gennaio 1997)